# Karin Grönvall
Elin Karin Margareta Bergström Grönvall, född 22 augusti 1966, är en svensk bibliotekarie.
Karin Grönvall växte upp i Partille och utbildade sig vid Göteborgs universitet och Högskolan i Örebro samt i biblioteks- och informationsvetenskap på Uppsala universitet, med en magisterexamen 1999. Hon arbetade på Kungliga biblioteket 1999–2005, var 2005–2009 avdelningschef vid Karolinska institutets bibliotek, 2009–2015 bibliotekschef vid Södertörns högskola och 2015–2019 överbibliotekarie vid Sveriges lantbruksuniversitet.
Grönvall utnämndes i maj 2019 till riksbibliotekarie och chef för Kungliga biblioteket med tillträde i augusti 2019.

### Fotnoter
1. 1 2 3  Facebookkonto: karin.gronvall.3, läst: 14 juni 2020.[källa från Wikidata]
2. 1 2 3 4 5 6  LinkedIn person-ID: karin-grönvall-11b79178, läst: 14 juni 2020.[källa från Wikidata]
3. ↑  Karin Frönvall på Facebook, läst den 29 juni 2019
4. ↑  Karin Grönvall på Linkedin, läst den 29 juni 2019
5. ↑  Ny riksbibliotekarie och chef för Kungl. biblioteket, pressmeddelande av på Sveriges regerings webbplats den 16 maj 2019